# Emilia de Poret
Emilia Angel Agnetha de Poret (Luleå, Suecia; 10 de agosto de 1976), más conocida como Emilia de Poret, es una cantante y compositora sueca, anteriormente conocida como Lia Andreen, que durante el verano de 2001 lazó el sencillo Mistreat me (you'll be sorry), que alcanzó el puesto 34 en la lista de éxitos sueca.
Saltó a la fama, en España, gracias a Pick me up, primer sencillo de su disco, también llamado así llegando como posición máxima al 6 de los 40 principales.

## Biografía
Debutó con el nombre de Lia Andreen con su primer sencillo llamado Mistreat me (You’ll be sorry) sacado de su primer álbum Back where I belong. El sencillo fue lanzado en 2001, y alcanzó el puesto 34 en la lista de éxitos sueca. Su segundo álbum, A life time in a moment alcanzó la posición 20 en la lista de álbumes suecos.
El tercer álbum de Emilia, Pick me up, fue lanzado en 2008 y su primer single (de título homónimo al disco) alcanzó la posición número 1 en la lista de sencillos suecos llegando a conseguir triple platino.
Durante el 2008 y el 2009, Emilia se introdujo en las listas de éxitos de Australia y España, lo que le proporcionó atención mediática y conciertos en varios países.
El remix de Richard Vision de la canción Pick me up fue lanzado durante la primavera de 2010 y pasó varias semanas en la lista dance de Billboard, llegando a alcanzar el puesto número 25.
Durante el otoño de 2010 el sencillo This ain’t a love song sería lanzado en Australia y Japón, como una colaboración entre Emilia y la estrella del hip-hop japonés, Teriyaki Boyz, M-flo. Durante esta misma época sería lanzada la canción Weightless, como una colaboración con el grupo italiano Planet Funk, y que se promocionaría por Europa y Estados Unidos, pero estos proyectos se han retrasado.
Emilia ha coperado con numeroso productores y compositores, como Arnthor Birgisson, Jörgen Elofsson, Stonebridge, RedOne y Peter Nordahl. Emilia también ha trabajado muy de cerca con el mezclador alemán, ganador de tres Grammys, Phil Tan. Estos productores se encuentran detrás de muchos éxitos de estrellas como Leona Lewis, Janet Jackson, Britney Spears, Rihanna, Lady GaGa o Shontelle.
Además de la música, Emilia posee también un fuerte interés en la moda y es reconocida por su sentido único del estilo. Ha realizado numerosas colaboraciones en el mundo de la moda, incluyendo estampados para la marca Liberty de Londres, junto con otras celebridades como Edwyn Collins, Jarvis Cocker o Florence. Emilia además es una renombrada bloguera y ha estado trabajando para la industria de la moda sueca en sitios como Cosmopolitan y Veckorevyn. Además participa activamente en el blog de su propia web oficial www.emiliadeporet.com.

## Discografía
| Álbumes de estudio - 2001: Back where I belong - 2005: A life time in a moment - 2008: Pick me up | Sencillos - «Mistreat me (You’ll be sorry)» (2001) - «Pick me up» (2008) - «Now or never» (2009) - «On fire» (2009) - «This ain't a love song» (2010) | Colaboraciones - «This ain't a love song» (2010) (con Marta Sánchez en el disco de esta última De par en par) |